# Днепропетровская объездная дорога
Днепропетровская объездная дорога — автострада, проходящий западнее и южнее города Днепр. Общая протяжённость — 30 км (2014 г.). 

## История
В 2009 году перед днепропетровскими властями остро встал вопрос разгрузки центральных дорог города, а также набережной. В конце 2009 года Днепропетровск оставался единственным областным центром на Украине, который не имел объездной дороги. В апреле-июле 2010 года президент вместе с губернатором Днепропетровской области, выделили деньги на постройку первой очереди дороги.
В сентябре 2011 года уже был сдан первый участок дороги, а строители приступили ко второму. Были построены съезды с Кайдацкого моста и размечена трассировка дороги, соединяющая их с Киевским шоссе. К началу 2013 ударными темпами они завершили вторую часть эстакады. В 2014 году обладминистрация не смогла найти денег на финансирование третьей части, и строительство было приостановлено. По состоянию на ноябрь 2021 года, завершается строительство третьего участка, от Южного моста до трассы Днепр - Мелитополь, и начаты работы на четвертом участке (от Кайдацкого моста до Киевского шоссе).

## Запрет на проезд по городу тяжелогрузов
С запуском первого участка объездной дороги администрация города выпустила указ о запрете проезда многотоннажных грузовых автомобилей по улицам Днепропетровска с 8:00 до 23:00. Это позволило разгрузить набережную, а также Донецкое и Запорожское шоссе.

## Основные участки
Всего на объездной дороге выделяют 4 основных участка:
- правобережный съезд с Кайдакского моста (5,2 км);
- участок дороги от Южного моста до Запорожского шоссе (6 км);
- дороги от Южного моста и до трассы Днепр — Мелитополь (12 км);
- дорога от Мелитопольской до Харьковской трассы (13 км).

Также под нужды автострады будут переделаны две автодороги: расширят семикилометровый участок Запорожского шоссе до шести полос и произведут полную реконструкцию 8 километров Харьковской трассы.

## Проблемы
Во время строительства пришлось снести не один жилой дом. Жители выходили на протесты, но в 2010 город больше думал о своих нуждах, а не о проблемах жильцов. Поэтому, на одном из жилых массивов началось строительство многоэтажных панельных домов для вынужденных переселенцев. Однако не все соглашались с такой судьбой. В 2011 году строителям пришлось силой снести дом, жильцы которого не желали съехать. А сам дом находился на пути автострады.

## Транспорт
В данный момент в завершённой стадии находится только одна из двух построенных дорог. По ней уже ездят автомобили и пустили грузовые фуры, что достаточным образом разгрузило проспект Калинина и проспект Петровского.

## Интересные факты
- Бюджет автострады — более 2 млрд гривен.
- Кайдацкий съезд будет буквально проходить по территории трёх заводов.
- Официально у объездной дороги существует ещё два названия — Южный и Северный обходы.
- На юге трасса будет проходить по исторической зоне — именно в этом районе находят остатки крепостей некогда живших здесь казаков.